# PCC (семейство трамваев)
PCC (от англ. Presidents' Conference Committee) — семейство трамваев, строившихся в США и позднее в других странах начиная с первой половины 1930-х годов. На трамвае типа PCC основано семейство трамваев «Татра», использующихся до сих пор.

## История
В 1929 году директора различных американских предприятий общественного транспорта, занимавшихся трамвайными перевозками, организовали конференцию по вопросам выживания и развития трамвайных компаний в условиях роста конкуренции со стороны автобусов и частных автомобилей. Одним из вопросов на обсуждении было создание нового, унифицированного (а значит, более дешёвого) и более совершенного типа вагона.
Результатом этой конференции стало создание нового типа трамвая, получившего в качестве названия аббревиатуру комитета. Эти трамваи стали очень популярны в США. От более старых трамваев их отличало не только более современное устройство, но также и современный (на тот момент) дизайн, а также плавность разгона. Эти трамваи использовались в Балтиморе, Канзас-Сити, Лос-Анджелесе, Филадельфии и многих других городах США. В Сан-Франциско и Филадельфии эти трамваи используются до сих пор.
В Северной Америке трамваи PCC строились до начала 1950-х годов, в общей сложности было выпущено 4978 вагонов.
Некоторые модели трамваев PCC стали одним из символов США начала XX века.

## Производители

### Америка
В США эти трамваи строились компаниями St. Louis Car Company и Pullman Standard. Один экземпляр был построен фирмой Clark Equipment. Трамваи для городов Канады производились сотрудничающими компаниями St. Louis Car Co. и Canadian Car and Foundry в Монреале, Квебек.

### Европа

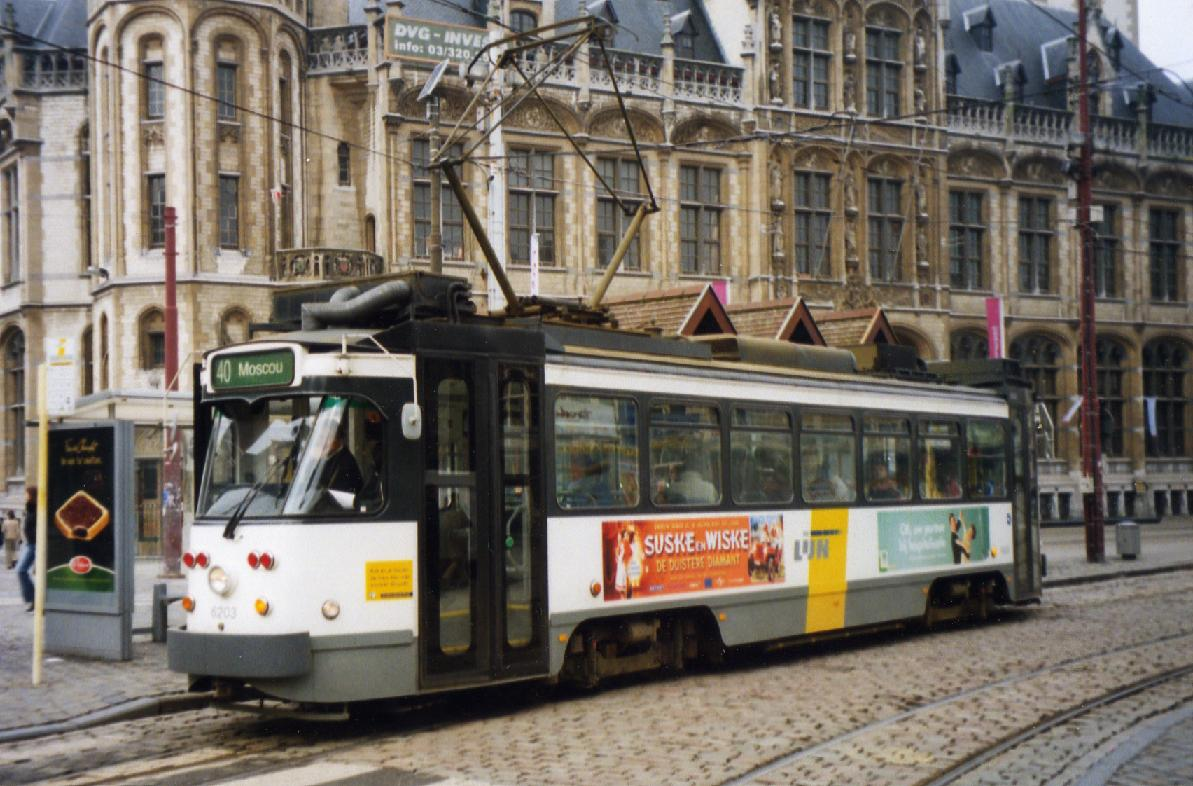
PCC в Генте, 2004 год

#### Италия и Испания

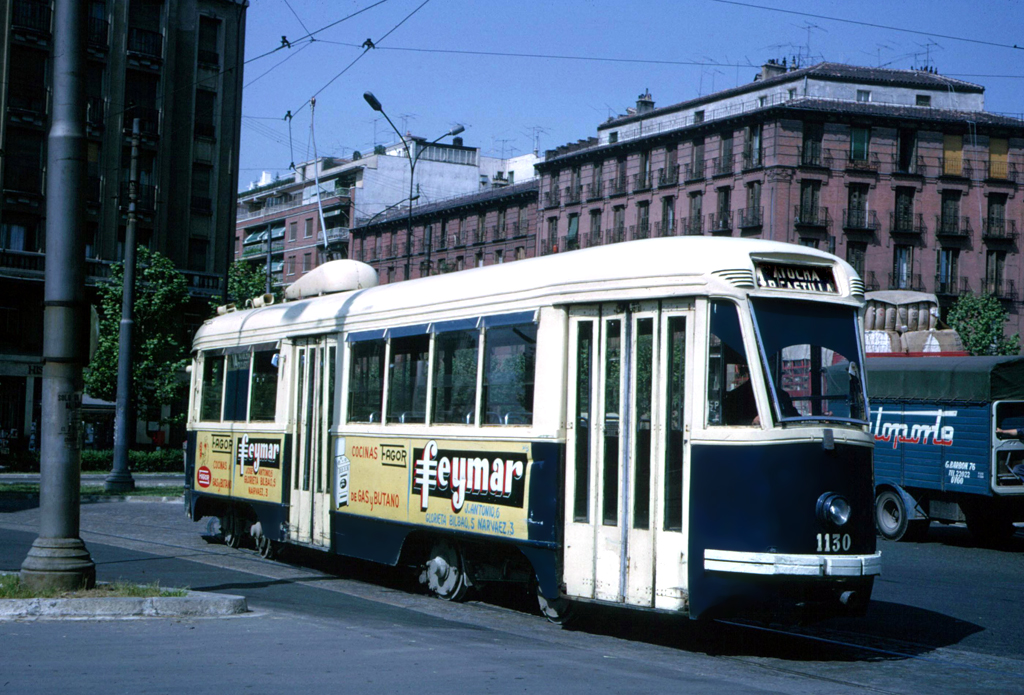
PCC производства CAF в Мадриде, 1969 год

В сороковых годах PCC по лицензии начала выпускать фирма ФИАТ в Италии. Эти трамваи строились по заказу трамвайного хозяйства Мадрида. Первые PCC прибыли в Мадрид в 1942 году. Он произвёл хорошее впечатление, и хозяйство заказало ФИАТу ещё 49 трамваев, однако в связи с трудностями военного времени они прибыли в Мадрид только в 1944 году. В Мадриде эти трамваи получили номера 1001—1050. Они начали использоваться в Мадриде с 1945 года.
Вагон № 1010 был конфискован в Италии немецкой армией и был перевезён в Берлин (Виттенау), где простоял в депо до середины 1950-х годов. Взамен этого вагона ФИАТ построил ещё один, чтобы поставить в Мадрид заказанное количество трамваев. Этот вагон использовался в Мадриде с 1946 года.
Мадридские PCC были оборудованы тележками B-2 (которые отличались высоким качеством и ценой) и имели электрооборудование фирмы CGE (итальянская дочерняя фирма американской General Electric).
Между 1951 и 1958 годами PCC выпускались в Испании фирмой CAF по лицензии ФИАТа. Было построено 110 трамваев, все они использовались в Мадриде (номера 1051—1160).
Все мадридские PCC были уничтожены после прекращения трамвайного движения в Мадриде в 1972 году.
Также в Италии трамваи PCC строились фирмой OM в Милане в 1950-х годах. PCC фирмы OM внешне сильно отличались как от американских PCC, так и от PCC, выпущенных ФИАТом и CAF. OM строила PCC для Рима (двадцать штук) и Милана.

#### Бельгия
После Второй мировой войны трамваи этого типа также стали строить в Европе (для местного рынка). Европейские PCC совместно выпускались бельгийскими фирмами La Brugeoise et Nivelles (BN) (фабрика в Брюгге) и Ateliers de Conctructions Electriques de Charleroi (фабрика в Шарлеруа). Построенные в Бельгии трамваи для Гааги и Местных железных дорог (сеть междугородних трамваев в Бельгии) повторяли дизайн американских PCC, однако дизайн строившихся позднее трамваев заметно отличался от американского дизайна. Всего бельгийской промышленностью было построено около 700 трамваев PCC.

#### Чехия

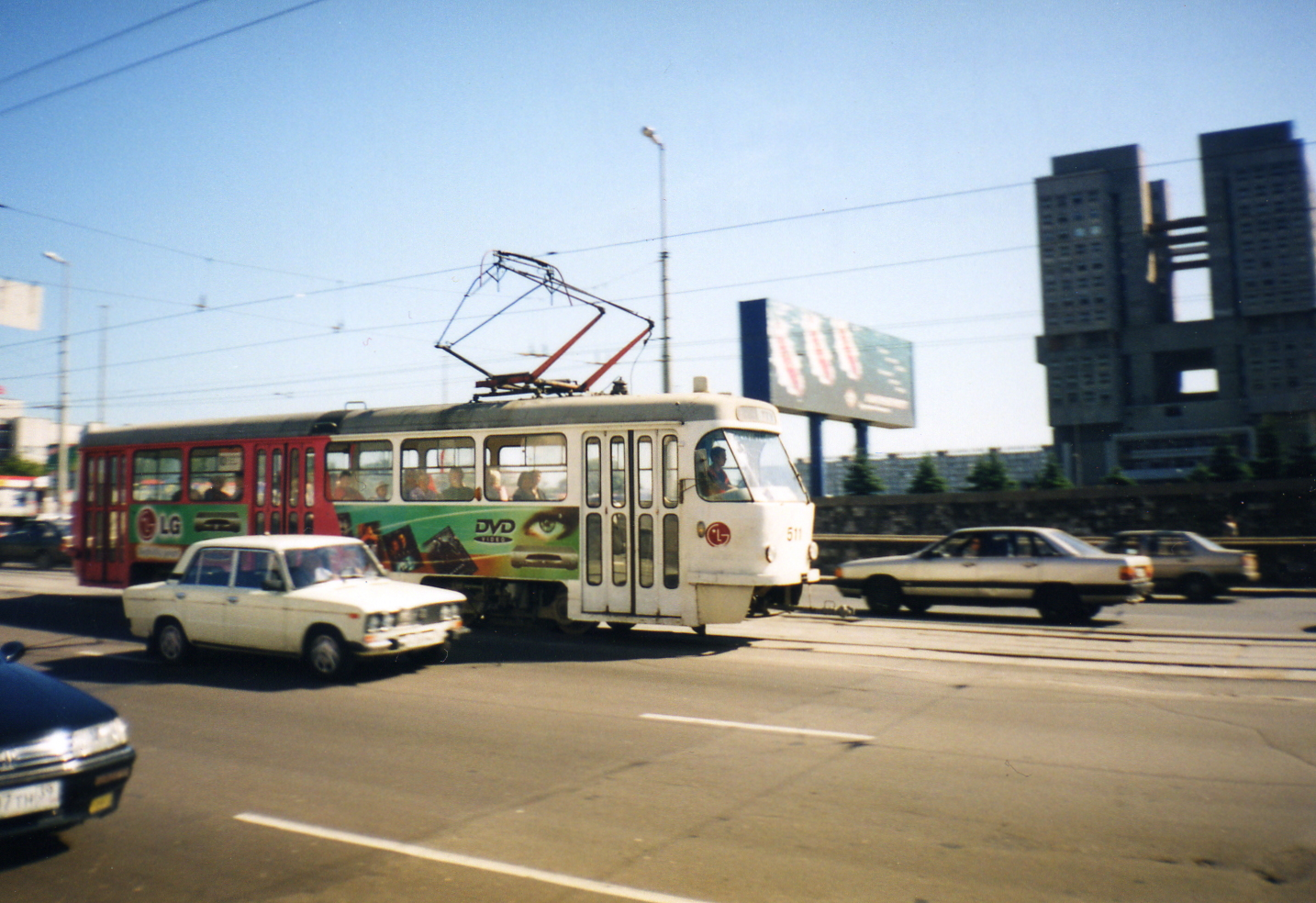
Татра Т4 на фоне Дома советов, Калининград

Другим европейским производителем PCC была чешская фабрика «Ческоморавска Колбен-Данек», выпускавшая эти трамваи по лицензии. Первая модель основанных на PCC трамваев «Татра», Т1, не очень отличались от оригинала. Позднее, отталкиваясь от модели Т1, инженеры ЧКД создали целый ряд семейств трамваев, в том числе и хорошо известные на территории бывших стран СССР вагоны T3. К 1980 году, по данным предприятия, было выпущено 13 000 трамваев этого семейства. После банкротства холдинга ЧКД выпуск трамваев — потомков PCC был прекращён.

#### Польша
Также в Европе клоны PCC выпускала (без лицензии) польская фабрика Konstal. Первая модель PCC-подобного трамвая этой фабрики получила индекс 13N и была практически точной копией «Татры» Т1. Эти трамваи до 2012 года использовались в Варшаве. С 1973 года эта фабрика выпускает несколько модернизированную модель 105N, которая сейчас используется во всех трамвайных городах Польши. Несмотря на модернизацию, электрооборудование трамваев этого типа идентично электрооборудованию оригинальных PCC.

## Распространение

### Северная Америка

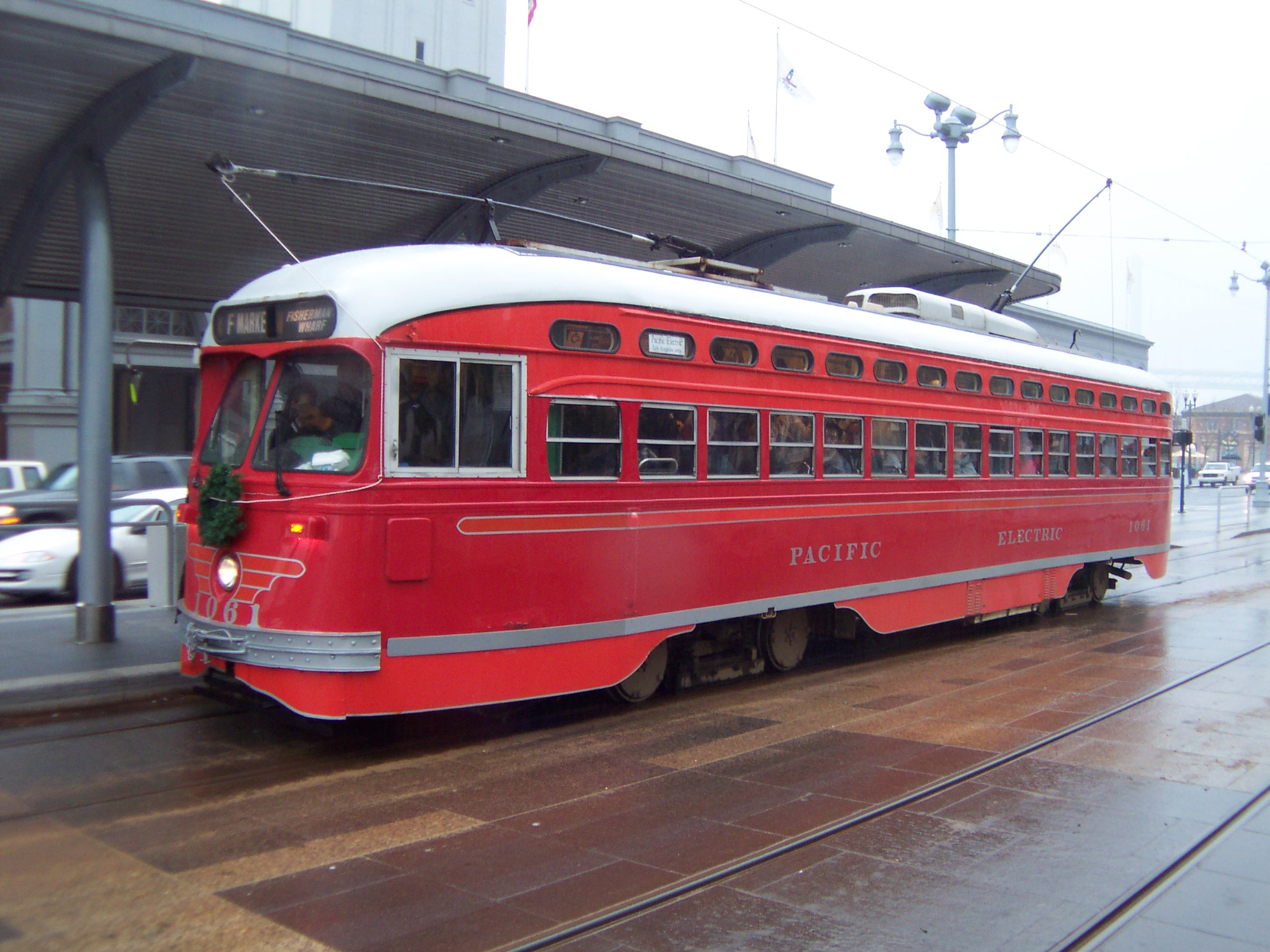
PCC в Сан-Франциско

В 1930-х-1950-х годах PCC использовались практически во всех трамвайных городах США. После Второй мировой войны большинство трамвайных систем США было закрыто и (в лучшем случае) заменено автобусами. На немногих трамвайных системах, сохранившихся в условиях автомобилизации, PCC использовались до восьмидесятых годов, после чего были заменены более современными трамваями. Сейчас PCC используются только в нескольких городах США. В Сан-Франциско PCC, построенные между 1946 и 1952 годами, а также несколько более старых PCC используются на маршруте F Market Line. Также PCC до сих пор используются в Бостоне и Филадельфии.
Уникальная ситуация сложилась в городе Кеноша (штат Висконсин). Местная трамвайная сеть была закрыта ещё в 1932 году, но в 2000 году трамвайное движение было возрождено. Подвижной состав — старые трамваи PCC — были закуплены в Торонто.
Кроме «серьёзных» трамвайных систем, в последнее время во многих городах США создаются так называемые трамвайные системы  «heritage» (англ. «наследие»). Такие системы состоят, как правило, из одного-двух маршрутов в историческом центре города. Подвижной состав — несколько старинных трамваев. На некоторых из этих систем используются PCC.
Список городов США, где использовались или используются PCC
Список ещё не выверен. Возможны пробелы и неточности
В скобках указывается название транспортной фирмы, осуществлявшей эксплуатацию трамвая:
- Балтимор (Baltimore Transit Co.)
- Бирмингем (Birmingham Electric Company)
- Бостон (Boston Elevated Railway) (после 1947: Metropolitan Transit Authority — MTA) (после 1964: Massachusetts Bay Transportation Authority — MBTA)
- Бруклин (Brooklyn & Queens Transit)
- Чикаго (Chicago Surface Lines — CSL) (после 1947: Chicago Transit Authority — CTA)
- Цинциннати (Cincinnati Street Railway Co. — CSR)
- Кливленд (Cleveland Transit System) — & Shaker Heights Rapid Transit (SHRT)
- Даллас (Dallas Railway & Terminal Company — DR&T)
- Детройт (Detroit Department of Street Railways — DSR)
- Эль Пасо (El Paso City Lines)
- Джонстаун (Johnstown Traction Co. — JTC)
- Канзас-Сити (Kansas City Public Service Co. — KCPS)
- Лос-Анджелес (Los Angeles Railway Co. — LARy) (после 1945: Los Angeles Transit Lines) (Na 1958: Metropolitan Coach Lines) — & Pacific Electric Railway Co.
- Миннеаполис — Сент-Пол (два города имели единую трамвайную систему) (Twin City Rapid Transit Company — TCRT)
- Ньюарк (Public Service Railway Co.) (Later: Public Service Co. of New Jersey)
- Филадельфия (Philadelphia Rapid Transit Co. — PRT) (после 1940: Philadelphia Transportation Co. — PTC) (после 1968: SEPTA) — & Philadelphia Suburban Transportation Co. (PSTCo.), так называемые Red Arrow Lines
- Питтсбург (PRC — Pittsburgh Railways Co.) (после 1964: Port Authority of Allegheny County)
- Сент-Луис (St. Louis Public Service Co. — SLPS) — & Illinois Terminal Railroad System
- Сан-Диего (San Diego Electric Railway — SDERy)
- Сан-Франциско (MUNI)
- Вашингтон (Capital Transit Co. — CTC)

В Канаде PCC использовались в Торонто с 1937 года. К 1954 году в этом городе находилась самая большая концентрация PCC в мире, многие из которых ранее принадлежали прекратившим своё существование трамвайным системам США. В Торонто PCC использовались до середины 1990-х годов. Сейчас некоторое количество этих трамваев сохраняется в работоспособном состоянии и по специальным случаям они используются для катания публики.

### Латинская Америка
- Мексика

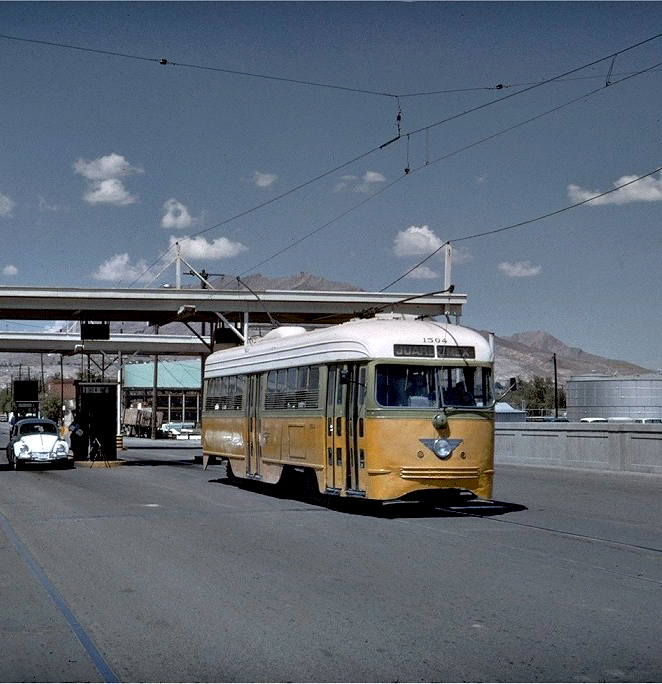
PCC международного маршрута Эль-Пасо (США) — Сьюдад-Хуарес (Мексика) у пограничного перехода

  - Мехико (бывшие в употреблении PCC из Миннеаполиса, Детройта и Канзас-Сити)
  - С 1940-х годов и до 1973 года трамваи PCC использовались на международном трамвайном маршруте, соединявшим два приграничных города: Эль-Пасо (США, штат Техас) и Сьюдад-Хуарес (Мексика, штат Чиуауа).
- Аргентина
  - Буэнос-Айрес (бывшие в употреблении PCC из Лос-Анджелеса).

### Европа

#### Трамваи бельгийского производства
PCC бельгийского производства использовались в следующих городах:
- Бельгия
  - Брюссель (1957 — настоящее время)
  - Антверпен (1960 — настоящее время)
  - Гент (1971 — настоящее время)
  - Шарлеруа (1950—1960)

- Босния
  - Сараево (1960 — ?)

- Германия
  - Гамбург (1951—1957)

Единственным трамваем PCC, использовавшимся в Западной Германии, был вагон № 3060, который первоначально был построен для эксплуатации в Брюсселе. В феврале 1952 года его стали использовать на гамбургской трамвайной линии № 8, ночью он часто использовался на линии № 3. В ноябре 1957 года этот вагон был перевезён в Копенгаген, где в течение нескольких недель он работал на линии № 7. Там этот вагон тоже не прижился и в конце концов в 1958 году он попал в Брюссель. В Брюсселе он получил бортовой номер 7000 и проработал до 1994 года. После списания он вернулся в Германию и сейчас находится в трамвайном музее.
- Нидерланды
  - Гаага (1949—1993)

- Сербия
  - Белград (1952 — ?)

- Франция
  - Марсель (1969—2004)
  - Сент-Этьен (1958—1998)

#### Испания
В Испании PCC использовались в двух городах: Мадриде и Барселоне. В Мадриде использовались PCC итальянского и испанского производства (см. выше), а Барселоне — американского.
В 1961 году барселонское трамвайное хозяйство закупило бывшие в употреблении PCC в Вашингтоне. Трамвайное хозяйство Вашингтона в то время готовилось к закрытию и распродавало довольно хорошие (то есть не очень старые и находящиеся в хорошем техническом состоянии) трамваи. К 1964 году Барселона закупила за океаном 101 трамвай PCC (в эксплуатацию было введено 99 трамваев) по две тысячи долларов за штуку. В Барселоне все PCC были отремонтированы и модернизированы: был произведён ремонт кузова, на трамваи были установлены новые двери и фары, а также новые резиновые бамперы. Кроме того, трамваи были оборудованы дополнительной троллейной штангой для облегчения маневровых работ, в ходе которых требовалось движение задним ходом. Эти трамваи использовались на всех барселонских маршрутах. В 1971 году трамвайная сеть Барселоны была закрыта. Пять барселонских трамваев PCC были сохранены в музее.

#### Италия[1]
В 1950-х годах трамвайное хозяйство Рима заказало у фирмы OM партию трамваев PCC для замены устаревших трамваев MRS. Первоначально планировалось заказать крупную партию PCC, однако, в преддверии Олимпийских игр 1960 года в Риме проводилась программа городской модернизации, частью которой являлось сокращение трамвая, который тогда считался устаревшим видом транспорта. В результате городская трамвайная сеть значительно уменьшилась, а следовательно уменьшилась и потребность в новых трамваях. В результате OM поставила для Рима всего двадцать PCC. Эти трамваи были построены в 1956/57 годах и были поставлены в Рим в 1957/58 годах. В Риме PCC получили бортовые номера 8001—8039 (использовались только нечётные номера, чётные номера были зарезервированы для прицепных вагонов, которые так и не были построены). Позднее, в 1987 году, два PCC производства OM (номера 8041 и 8043) были закуплены римским трамвайным хозяйством в Милане. Римские PCC были постепенно выведены из регулярной эксплуатации начиная с января 2001 года.
Римские PCC имели в длину 14,74 м и имели четыре мотора мощностью по 72 киловатта каждый. Это были «полностью электрические» трамваи, то есть они не имели пневматического оборудования.
Также OM поставляло PCC трамвайному хозяйству Милана.

#### Трамваи чешского производства
Основанные на PCC трамваи семейства «Татра» использовались и используются по сей день во многих городах Восточной Европы, в том числе и в ряде городов бывших стран СССР.

#### Трамваи польского производства
Польский «клон» 105N используется во всех городах Польши с трамвайным движением.

## Технические курьёзы
Построенные в США в довоенный период, PCC получили прозвище «воздушные вагоны» (англ. air-cars) в связи с тем, что открывание/закрывание дверей и торможение производились пневматически. На трамваях более поздних серий эти операции производились электрически, что избавило трамваи от шума компрессоров.